# Gare de Pácsony
La gare de Pácsony (en hongrois : Pácsony vasútállomás) est une halte ferroviaire hongroise, située à Pácsony.